# Bula dourada

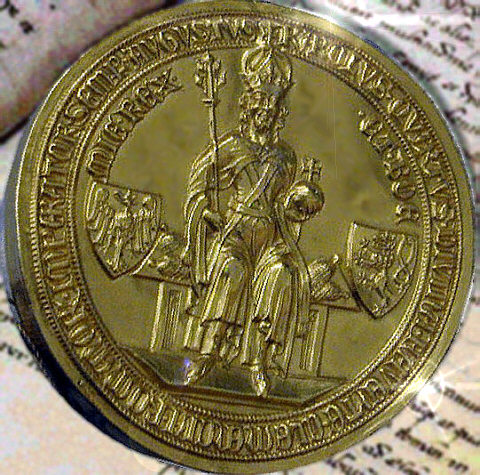
A Bula Dourada de 1356.

Bula Dourada (em latim: bulla aurea) ou crisobula é um decreto a que foi dado um selo dourado. Estes foram emitidos por monarcas na Europa e no Império Bizantino durante a Idade Média e o Renascimento.
Alguns exemplos:
- A Bula Dourada de 1213 foi emitida pelo sacro imperador romano Frederico II.
- A Bula Dourada de 1222 foi um decreto emitido pelo rei André II da Hungria, confirmando os direitos de nobreza. Foi-lhe imposto da mesma forma a Magna Carta foi imposta ao rei João de Inglaterra. André também promulgou uma Bula Dourada em 1224, a Goldenen Freibrief, garantindo certos direitos aos habitantes saxões da Transilvânia.
- Mais frequentemente, o termo refere-se à Bula Dourada de 1356, um decreto emitido por uma Dieta (Reichtag) em Nuremberga liderada pelo sacro imperador Carlos IV (ver Dieta de Nuremberga) que fixou, por um período de mais de 400 anos, um aspecto fulcral da estrutura do Sacro Império Romano-Germânico.